# Archibald Sayce
Archibald Henry Sayce (1846 - 1933)  foi um pioneiro assiriologista e linguista britânico, que ocupou uma cadeira como professor de assiriologia na Universidade de Oxford de 1891 a 1919. Ele foi capaz de escrever em pelo menos vinte línguas antigas e modernas, e era conhecido por sua ênfase na importância da evidência arqueológica e monumental na pesquisa linguística. Foi colaborador de artigos nas 9ª, 10ª e 11ª edições da Encyclopædia Britannica.

## Obras publicadas

### Livros
- Sayce (1865), Fresh light from the ancient monuments : a sketch of the most striking confirmations of the Bible, from recent discoveries in Egypt, Palestine, Assyria, Babylonia, Asia Minor, By-paths of Bible Knowledge, III, Londres, Reino Unido: Religious Tract Society, consultado em 17 de abril de 2020 (2nd Edition, Religious Tract Society, 1884, consultado em 17 de abril de 2020)(7th Edition, 1892, consultado em 17 de abril de 2020)
- Sayce (1872), The origin of Semitic civilisation, chiefly upon philological evidence, Londres, Reino Unido: Harrison & Sons, consultado em 17 de abril de 2020
- Sayce (1872), An Assyrian grammar for comparative purposes, Londres, Reino Unido: Trübner & Co, consultado em 17 de abril de 2020
- Sayce (1874), The principles of comparative philology, Londres, Reino Unido: Trübner & Co, consultado em 17 de abril de 2020 (4th Edition, Scribner, 1893, consultado em 17 de abril de 2020)
- Sayce (1875), Archaic classics. An elementary grammar; with full syllabary and progressive reading book, of the Assyrian language, in the cuneiform type, Londres, Reino Unido: Samuel Bagster, consultado em 17 de abril de 2020
- Sayce (1876), A lecture on the study of comparative philology delivered November 13, 1876, Oxford, United Kingsom: James Parker & Co, consultado em 17 de abril de 2020
- Sayce (1876), Lectures upon the Assyrian language, and syllabary: delivered to the students of the archaic classes, Londres, Reino Unido: Samuel Bagster, consultado em 17 de abril de 2020
- Sayce (1877), Babylonian literature : lectures delivered at the Royal institution, Londres, Reino Unido: Samuel Bagster, consultado em 17 de abril de 2020
- Sayce (1877), An elementary grammar: with full syllabary and progressive reading book, of the Assyrian language, in the cuneiform type, Londres, Reino Unido: Samuel Bagster, consultado em 17 de abril de 2020
- Sayce (1880), «Introduction to the science of language», Londres, Reino Unido: C Kegan & Paul, Nature, 22 (551): 49–52, Bibcode:1880Natur..22...49K, doi:10.1038/022049a0 (Volume I, 1880, Volume II 1st ed. , 1880, consultado em 17 de abril de 2020), (Volume I, K. Paul, Trench & Co., 1883, Volume II 2nd ed. , K. Paul, Trench & Co., 1883, consultado em 17 de abril de 2020), (Volume I, 1890, Volume II 3rd ed. , 1890, consultado em 17 de abril de 2020),(Volume I 4th ed. , 1900, consultado em 17 de abril de 2020)
- Appleton; Sayce (1881), Dr Appleton : his life and literary relics, Londres, Reino Unido: Trübner & Co, consultado em 17 de abril de 2020
- Sayce (1881), The ancient empires of the east; Herodotos I-III, Londres, Reino Unido: Macmillan & Co, consultado em 17 de abril de 2020
- Sayce (1881), The monuments of the Hittites. And The bilingual Hittite and cuneiform inscription of Tarkondêmos, consultado em 17 de abril de 2020
- Sayce (1885), Assyria : its princes, priests, and people, By-Paths of Biblical Knowledge, VII, Londres, Reino Unido: Religious Tract Society, consultado em 17 de abril de 2020
- Sayce (1885), An introduction to the books of Ezra, Nehemiah and Esther, Londres, Reino Unido: Religious Tract Society (3rd Edition, 1889, consultado em 17 de abril de 2020)
- Sayce (1887), Lectures on the origin and growth of religion as illustrated by the religion of the ancient Babylonians, The Hibbert Lectures, Londres, Reino Unido: Williams & Norgate, consultado em 17 de abril de 2020
- Sayce, ed. (1889), Records of the past : being English translations of the ancient monuments of Egypt and Western Asia, Records of the Past, Londres, Reino Unido: Samuel Bagster (Volume I, 1889,Volume II, 1889Volume III, 1889, Volume IV, 1889, Volume V, 1889, consultado em 17 de abril de 2020)
- Sayce (1889), The life and times of Isaiah : as illustrated by contemporary monuments, By-Paths of Biblical Knowledge, XIII, Londres, Reino Unido: Religious Tract Society, consultado em 17 de abril de 2020
- Sayce (1890), The Hittites : the story of a forgotten Empire, By-Paths of Biblical Knowledge, XII, Londres, Reino Unido: Religious Tract Society, consultado em 17 de abril de 2020
- Sayce (1891), The races of the Old Testament, By-Paths of Biblical Knowledge, XVI, Londres, Reino Unido: Religious Tract Society, consultado em 17 de abril de 2020
- Sayce (1893), Social Life Among the Assyrians and Babylonians, By-Paths of Biblical Knowledge, XVIII, Londres, Reino Unido: Religious Tract Society, consultado em 17 de abril de 2020
- Sayce (1894), The "higher criticism" and the verdict of the monuments, Londres, Reino Unido: Society for Promoting Christina Knowledge, consultado em 17 de abril de 2020
- Sayce (1894), A primer of Assyriology, Present Day Primers, Londres, Reino Unido: The Religious Tract Society, consultado em 17 de abril de 2020
- Sayce (1895), Patriarchal Palestine, Londres, Reino Unido: Society for Promoting Christian Knowledge, consultado em 17 de abril de 2020
- Sayce (1895), The Egypt of the Hebrews and Herodotos, Londres, Reino Unido: Rivington, Percical & Co., consultado em 17 de abril de 2020
- Sayce (1897), The early history of the Hebrews, Londres, Reino Unido: Rivingtons, consultado em 17 de abril de 2020
- Sayce (1899), Early Israel and the Surrounding Nations, Londres, Reino Unido: SERVICE & PATON, consultado em 17 de abril de 2020
- Sayce (1900), Babylonians and Assyrians, Life and Customs, Londres, Reino Unido: John C. Nimmo, consultado em 17 de abril de 2020
- Sayce (1902), The religions of ancient Egypt and Babylonia; the Gifford lectures on the ancient Egyptian and Babylonian conception of the divine delivered in Aberdeen, Gifford Lectures, Londres, Reino Unido: T & T Clark, consultado em 17 de abril de 2020
- Sayce (1907), The archæology of the cuneiform inscriptions, Londres, Reino Unido: Society for Promoting Christian Knowledge, consultado em 17 de abril de 2020, (2nd edition (revised), 1908)
- Sayce (1923), Reminiscences, Londres, Reino Unido: Macmillan & Co, consultado em 18 de abril de 2020

### Artigos
- Sayce (1865). «Cuneiform inscriptions of Van». Cambridge University Press. The Journal of the Royal Asiatic Society of Great Britain and Ireland. XIV (3). Consultado em 17 de abril de 2020
- Sayce (1871). «An Accadian Seal». The Journal of Philology. 3: 1–50. hdl:2027/mdp.39015039346922
- Sayce (1873). «The Accadian numerals». Zeitschrift der Deutschen Morgenländischen Gesellschaft. 27 (4): 696–702. JSTOR 43360719
- Sayce (1874), «Preface», in:  von Bunsen, The Chronology of the Bible Connected with Contemporaneous Events in the History of Babylonians, Assyrians and Egyptians, Londres, Reino Unido: Longmans, Green & Co
- Sayce (1875). «The Astronomy of the Babylonians». Cambridge University Press. Nature. 12 (3): 489–491. Bibcode:1875Natur..12..489S. doi:10.1038/012489a0. Consultado em 17 de abril de 2020
- Sayce (1876), «The results of the Examination-System at Oxford», in:  Pattison, Essays on the endowment of research, London: Henry S King & Co, pp. 124–148
- Sayce (1876). «The Dual of the Assyrian Perfect». Zeitschrift der Deutschen Morgenländischen Gesellschaft. 30 (2): 310–312. JSTOR 43366250
- Sayce (1876). «The Jelly Fish Theory of Language». The Contemporary Review. 27 (April): 713–723. Consultado em 20 de maio de 2020
- Sayce (1877). «The Tenses of the Assyrian Verb». Cambridge University Press. The Journal of the Royal Asiatic Society of Great Britain and Ireland. 9 (1): 22–58. JSTOR 25207739. doi:10.1017/S0035869X00016762
- Sayce (1877). «On the Hamathmite Inscriptions». Transactions of the Society of Biblical Archaeology. 5: 22–32
- Sayce (1878). «The Art of Prehistoric Greece». The Academy. 13: 195–197
- Sayce (1878). «The Phoenician of Ancient Greece». The Contemporary Review. 34 (December): 60–76. Consultado em 20 de maio de 2020
- Bosanquet; Sayce (1879). «Preliminary Paper on the Babylonian Astronomy». Royal Astronomical Society. Monthly Notices of the Royal Astronomical Society. 39 (8): 454–461. doi:10.1093/mnras/39.8.454a
- Sayce (1879). «Accadian Phonology». Transactions of the Philological Society. 17 (1): 123–142. doi:10.1111/j.1467-968X.1879.tb01071.x
- Sayce (1879). «The Origins of Early Art in Asia Minor». The Academy. 36. 124 páginas
- Bosanquet; Sayce (1880). «Babylonian Astronomy». Royal Astronomical Society. Monthly Notices of the Royal Astronomical Society. 40 (9): 565–578. doi:10.1093/mnras/40.9.565
- Sayce (1880). «Notes from Journeys in the Troad and Lydia». The Journal of Hellenic Studies. 1: 75–93. JSTOR 623615. doi:10.2307/623615
- Sayce (1880), «Inscriptions found at Hissarlik», in:  Schliemann, Heinrich, Ilios; the city and country of the Trojans, New York: Harper & Brothers, pp. 691–705, consultado em 17 de abril de 2020
- Ramsay; Sayce (1880). «On Some Pamphylian Inscriptions». The Journal of Hellenic Studies. 1: 242–259. JSTOR 623623. doi:10.2307/623623
- Sayce (1882). «The Cuneiform Inscriptions of Van, Deciphered and Translated». Cambridge University Press. The Journal of the Royal Asiatic Society of Great Britain and Ireland. 14 (4): 377–732. JSTOR 25196936. doi:10.1017/S0035869X00018335
- Sayce (1882). «The Monuments of the Hittites». Transactions of the Society of Biblical Archaeology. 7: 248–293
- Sayce (1882). «The Bilingual Hittite and Cuneiform Inscriptions at Tarkondemos». Transactions of the Society of Biblical Archaeology. 7: 294–308
- Sayce (1884), «Preface», in:  Schliemann, Troja : results of the latest researches and discoveries on the site of Homer's Troy, London: John Murray, consultado em 17 de abril de 2020
- Sayce (1887). «Balaam's Prophecy (Numbers XXIV, 17-24) and the God Sheth». The University of Chicago Press. Hebraica. 4 (1): 1–6. JSTOR 527147. doi:10.1086/368977
- Sayce (1887). «The Origin of the Augment». Transactions of the Philological Society. 20 (1): 652–655. doi:10.1111/j.1467-968X.1887.tb00117.x
- Sayce (1888). «The White Race of Palestine». The University of Chicago Press. Nature. 38 (979): 321–322. Bibcode:1888Natur..38..321S. doi:10.1038/038321a0
- Sayce (1889), «Chapter 5: The Papyri», in:  Petrie, Hawara, Biahmu, and Arsinoe, London: Field & Tuer, consultado em 17 de abril de 2020
- Sayce (1889). «Polytheism in Primitive Israel». University of Pennsylvania Press. The Jewish Quarterly Review. 2 (1): 321–322. JSTOR 1450128. doi:10.2307/1450128
- Sayce (1889). «Ancient Arabia». American Association for the Advancement of Science. Science. 14 (358): 406–408. JSTOR 1764098. PMID 17800293. doi:10.1126/science.ns-14.358.406
- Sayce (1890), «The Witness of Ancient Monuments to the Old Testament Scriptures», Historical evidences of the Old Testament, New York: American Tract Society, pp. 5–56, consultado em 17 de abril de 2020
- Sayce (1890). «Jewish Tax-Gatherers at Thebes in the Age of the Ptolemies». University of Pennsylvania Press. The Jewish Quarterly Review. 2 (4): 400–405. JSTOR 1450164. doi:10.2307/1450164
- Sayce (1890). «Blessed Be Abram of the Most High God.». The University of Chicago Press. Hebraica. 6 (4): 312–314. JSTOR 527547. doi:10.1086/369101
- Sayce (1891), «Chapter 9: The Greek Papyri», in:  Petrie, Illahun, Kahun and Gurob : 1889-1890, London: David Nutt, consultado em 17 de abril de 2020
- Sayce (1891). «Modern Name of Ur of the Chaldees». Cambridge University Press. The Journal of the Royal Asiatic Society of Great Britain and Ireland (July). 479 páginas. JSTOR 25197062
- Sayce (1892). «The New Bilingual Hittite Inscription». Cambridge University Press. The Journal of the Royal Asiatic Society of Great Britain and Ireland (April): 369–370. JSTOR 25197094
- Sayce (1893). «The Cuneiform Inscriptions of Van. Part IV». Cambridge University Press. The Journal of the Royal Asiatic Society of Great Britain and Ireland (Jan): 1–39. JSTOR 25197129
- Sayce (1894). «The Cuneiform Inscriptions of Van. Part V». Cambridge University Press. The Journal of the Royal Asiatic Society of Great Britain and Ireland (Oct): 691–732. JSTOR 25197227

Sayce também escreveu vários artigos na Encyclopædia Britannica, 9ª edição (1875–89) e 10ª edição (1902–03), inclusive sobre Babilônia e Assíria, e Wilhelm von Humboldt; Encyclopædia Britannica Décima Primeira Edição (1911), incluindo Assur (cidade), Assur-Bani-Pal, Babilônia, Babilônia e Assíria, Belsazar, Berossus, Caria, Ecbatana, Elam, Esar-Hadon, Gramática, Gyges, Charles Wilhelm von Humboldt, Cassita, Laodicéia, Lícia, Lídia, Persépolis (em parte), Sardanapalo, Sargão, Senaqueribe, Salmaneser, Sippara e Susa.

### Editorais
- Smith (1878),  Sayce, ed., History of Sennacherib: Translated from the Cuneiform Inscriptions, Londres: Williams & Norgate, consultado em 17 de abril de 2020
- Smith (1880),  Sayce, ed., The Chaldean account of Genesis, Londres: Sampson Lowe, Marston, Searle, e Rivington, consultado em 17 de abril de 2020
- Vaux (1893),  Sayce, ed., Persia from the earliest period to the Arab conquest, Londres: Society for Promoting Christian Knowledge, consultado em 17 de abril de 2020
- Maspero (1894),  Sayce, ed., The dawn of civilization : Egypt and Chaldæa, Londres: Society for Promoting Christian Knowledge, consultado em 17 de abril de 2020